# Chó sục Dandie Dinmont
Chó sục Dandie Dinmont là một giống chó nhỏ của Scotland trong số các giống chó sục. Loài này có một cơ thể rất dài, chân ngắn và một chùm lông đặc biệt trên đầu. Một nhân vật trong cuốn tiểu thuyết Guy Mannering của Walter Scott đã đặt tên cho giống chó này, với cái tên được chọn là Dandie Dinmont được cho là lấy theo tên của James Davidson, người được coi là người khởi thủy của các giống chó hiện đại. Chó của Davidson xuất thân từ các gia đình sở hữu chó sục sớm hơn, bao gồm cả Allans của Holystone, Northumberland.

## Tính cách
Chó sục Dandie Dinmont rất hung hăng nhưng cũng thường thân thiện và thích hợp cho trẻ có độ tuổi khá lớn. Chúng thích hợp với vai trò làm một người bạn đồng hành và ngoài ra còn có thể đóng vai trò một con chó bảo vệ, nhưng là một trong những con chó thuộc loại này có tính ngoan ngoãn nhất trong các giống chó sục; chúng thường cố gắng làm thỏa mãn chủ sở hữu của chúng. Tuy nhiên, chúng được biết đến với khả năng đào hố lớn trong một khoảng thời gian ngắn. Chúng có thể được huấn luyện tốt với mèo nhưng không nên tin cậy khi xung quanh có những con vật nhỏ hơn như chuột đồng hoặc chuột. Chúng được mô tả là "rất hung bạo", trong đó chúng dễ tỏ ra thái độ phản kháng với loài động vật khác, bao gồm cả cáo và trong một số trường hợp cả những con chó khác.